# Grünbach (Ausztria)
Grünbach település Ausztriában, Felső-Ausztria tartományban, a Freistadti járásban, területe 36,1 km².

## Fekvése
Tengerszint feletti magassága 721 méter. Grünbach Leopoldschlag, Windhaag bei Freistadt, Sandl, Sankt Oswald bei Freistadt, Lasberg, Freistadt és Rainbach im Mühlkreis településekkel határos.

## Népesség
Lakosainak száma 1887 fő (2016. január 1.).